# Rezerwat przyrody Grądy Osuchowskie
Rezerwat przyrody Grądy Osuchowskie – leśny rezerwat przyrody na terenie leśnictwa Osuchów w powiecie żyrardowskim (województwo mazowieckie), utworzony w 1982 roku. Zajmuje powierzchnię 99,75 ha (akt powołujący podawał 96,39 ha). Wchodzi w skład Bolimowsko-Radziejowickiego z doliną środkowej Rawki Obszaru Chronionego Krajobrazu.

## Środowisko przyrodnicze
Położenie na Wysoczyźnie Rawskiej w najwyższym punkcie Niziny Mazowieckiej sprawia, że panuje tu swoisty mikroklimat, zbliżony do warunków w niższych partiach Sudetów (co sprawia, że teren ten bywa nazywany Małymi Sudetami albo Dachem Mazowsza).
Rezerwat powstał w celu ochrony zbiorowisk grądowych i boru bagiennego o charakterze reliktowym. Do typowych, występujących tu gatunków drzew zaliczają się: dęby, graby, jesiony, lipy, wiązy, klony. Istnieje tu też ponad stuletni starodrzew sosny pospolitej.
Około 10% powierzchni rezerwatu zajmują bagna.